# Каганат (футбольний клуб)
Каганат (кирг. Каганат Ош футбол клубу) — киргизстанський футбольний клуб з міста Ош. Проводить свої домашні матчі на 12-тисячному Центральному стадіоні Ош імені Ахматбека Суюмбаєва. Власник команди - компанія «Каганат Інвест». 

## Хронологія назв
- 2018 — «Академія»
- 2019 — «Академія-Лідер»
- 2020 — «Каганат»

## Історія
Клуб «Академія» засновано на початку 2018 року. Команда стала головною командою Академії футболу імені Асила Момунова — однієї з найбільших футбольних академій Киргизстану.
У сезоні 2018 року дебютував у Топ-Лізі Киргизстану — у найвищому за рівнем футбольному дивізіоні країни, посів останнє 8-ме місце. Наступного сезону також виступав у вищій лізі під назвою «Академія-Лідер», результат був повторений.
У 2020 році клуб розділився на дві команди «Каганат» та «Лідер». Обидві команди були заявлені у чемпіонаті 2020 року, але «Лідер», провів одну гру та знявся з турніру.

## Статистика виступів
| Сезон | Ліга     | Ліга  | Ліга | Ліга | Ліга | Ліга | Ліга | Ліга | Ліга | Найкращий бомбардир | Найкращий бомбардир | Кубок Киргизстану | Тренер            |
| Сезон | Дивізіон | Місце | Іг   | В    | Н    | П    | ЗМ   | ПМ   | О    | Ім'я                | Голів               | Кубок Киргизстану | Тренер            |
| ----- | -------- | ----- | ---- | ---- | ---- | ---- | ---- | ---- | ---- | ------------------- | ------------------- | ----------------- | ----------------- |
| 2018  | Вищий    | 8 з 8 | 28   | 4    | 0    | 24   | 30   | 92   | 12   | Азіз Келдіяров      | 13                  | 1/8 фіналу        | Хуршид Лутфуллаєв |
| 2019  | Вищий    | 8 з 8 | 28   | 2    | 5    | 21   | 22   | 75   | 11   |                     |                     | 1/2 фіналу        | Хуршид Лутфуллаєв |
| 2020  | Вищий    | 6 з 9 | 14   | 4    | 3    | 7    | 17   | 24   | 15   |                     |                     | 1/4 фіналу        |                   |

## Головні тренери
- Хуршид Лутфуллаєв (2018—?)
- Хакім Фузайлов (2020)
- Айбек Татанов (2020—н.ч.)[7]